# Thomas Playford IV

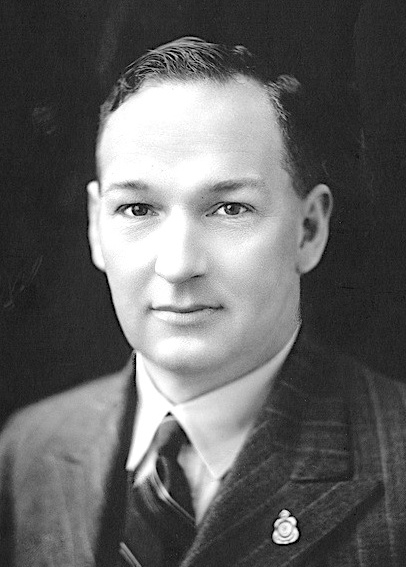
Thomas Playford IV

Sir Thomas Playford, (5 de julho de 1896 – 16 de junho de 1981) foi um político e fazendeiro da Austrália do Sul. Serviu como Primeiro-ministro Austrália do Sul de 5 de novembro de 1938 a 10 de março de 1965, foi o maior tempo de todos os líderes eleitos democraticamente na história da Austrália. Seu mandato foi marcado por um período de crescimento populacional e econômico que não se compara a nenhum outro na história do país.